# Sao chổi lớn năm 1843
Sao chổi lớn năm 1843 chính thức được mã hóa là C/1843 D1 và 1843 I là một sao chổi không định kỳ đã trở nên sáng rực vào tháng 3 năm 1843 (nó còn được gọi là sao chổi lớn tháng 3). Nó được phát hiện vào ngày 5 tháng 2 năm 1843 và nhanh chóng sáng rực để trở thành một sao chổi lớn. Nó là một thành viên của nhóm sao chổi Kreutz, một gia đình sao chổi do sự tan vỡ của sao chổi mẹ (X/1106 C1) thành nhiều mảnh trong khoảng năm 1106. Những sao chổi này cực kỳ gần với Mặt Trời - chỉ cách Mặt Trời khoảng cách vài bán kính — và thường trở nên rất sáng.

## Điểm cận nhật
Khi lần đầu tiên quan sát sao chổi này vào đầu tháng 2 năm 1843, nó chạy gần sát Mặt Trời với một khoảng cách ít hơn 830.000 km vào ngày 27 tháng 2 năm 1843; tại thời điểm này nó đã được quan sát thấy ngay cả vào ban ngày với khoảng cách khoảng một độ so với Mặt Trời. Nó đã đi qua gần Trái Đất nhất vào ngày 6 tháng 3 năm 1843, và đã trở nên sáng rực rỡ nhất vào ngày hôm sau; không may cho các nhà quan sát ở phía Bắc bán cầu vì khi sao chổi này sáng nhất thì nó chỉ có được nhìn thấy rõ nhất từ Nam bán cầu. Nó được quan sát lần cuối vào ngày 19 tháng 4 năm 1843. Vào thời điểm đó sao chổi này đã tiến gần mặt trời hơn bất kỳ vật thể nào khác được biết đến.

## Đuôi

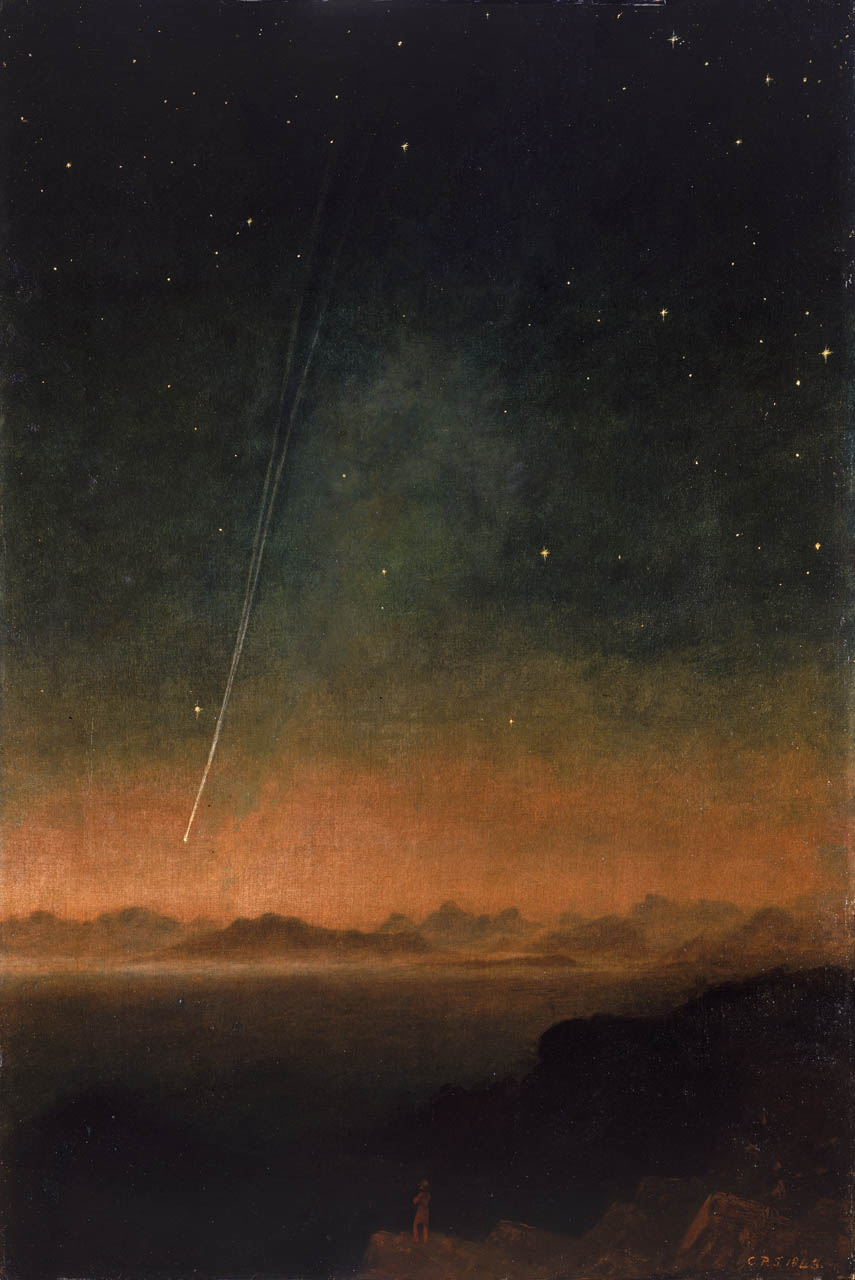
Charles Piazzi Smyth: Sao chổi lớn của năm 1843

Sao chổi lớn năm 1843 đã tạo ra một cái đuôi cực kỳ dài trong và sau khi đi qua điểm cận nhật của nó. Dài tới hơn hai đơn vị thiên văn, nó là đuôi sao chổi được biết đến là dài nhất cho đến khi các phép đo năm 1996 cho thấy đuôi của sao chổi Hyakutake dài gấp đôi. Có một bức tranh trong Bảo tàng Hàng hải Quốc gia do nhà thiên văn học Charles Piazzi Smyth vẽ. Mục đích của bức tranh là hiển thị độ sáng và kích thước tổng thể của đuôi sao chổi này.

## Quỹ đạo
Ước tính thời gian quỹ đạo của sao chổi đã thay đổi từ 512 ± 105 năm (công trình cổ điển của Kreutz từ năm 1901), 654 ± 103 năm (giải pháp không bắt buộc Chodas2008), 688 năm (giải pháp JPL Horizons năm 1852), và 742 năm (giải pháp bắt buộc Chodas2008 dựa trên danh tính giả định với X/1106 C1). Nhưng sao chổi này chỉ được quan sát thấy trong khoảng thời gian 45 ngày từ ngày 5 tháng 3 đến ngày 19 tháng 4, và những thông số không chắc chắn đồng nghĩa với việc nó có thể có chu kỳ quỹ đạo từ 600 đến 800 năm.

## Mô tả bằng âm nhạc
Nhà soạn nhạc người Mexico Luis Baca đã sáng tác một bản nhạc cho đàn piano, El cometa de 1843. Nó xuất hiện như bản nhạc số 13 trong Filtorónico, Periódico semanario musical, Tomo primero (Mexico, 1843).